# Liste von Theologen
Liste von Theologen und Theologinnen:

## Christlich

### A
- Johannes Aal (um 1500 – 1551), römisch-katholisch, CH
- Willem Jan Aalders (1870–1945), evangelisch-reformiert, NL
- Petrus Abaelardus (1079–1142), F
- Hans-Jürgen Abromeit (* 1954), evangelisch-lutherisch, D, Landesbischof
- Alfred Adam (1899–1975), evangelisch, D, Kirchenhistoriker
- Karl Adam (1876–1966), römisch-katholisch, D
- Jay E. Adams (1929–2020), presbyterianisch, USA, Praktischer Theologe
- Johannes Agricola (1494–1566), D
- Kurt Aland (1915–1994), evangelisch, D
- Albert von Rickmersdorf (1316–1390), D
- Albertus Magnus (1200–1280), Kirchenlehrer, D
- Heinrich Albertz (1915–1993), evangelisch, D
- Martin Albertz (1883–1956), evangelisch-reformiert, D
- Alexander von Alexandria († 328)
- Albrecht Alt (1883–1956), evangelisch-lutherisch, D, Alttestamentler
- Georg Althaus (1898–1974),  evangelisch-lutherisch, D
- Paul Althaus (1888–1966), evangelisch-lutherisch, D, Systematischer Theologe
- Menso Alting (1541–1612), evangelisch-reformiert, NL/D
- Ulrich Altmann (1889–1950), evangelisch-lutherisch, D
- Ambrogio Traversari (1386–1439), römisch-katholisch, I
- Ambrosius von Mailand (339–397), Kirchenlehrer, I
- Christoph Friedrich von Ammon (1766–1850), evangelisch-lutherisch, D
- Nikolaus von Amsdorf (1483–1565), evangelisch-lutherisch, D
- Jakob Andreae (1528–1590), evangelisch-lutherisch, D
- Johann Valentin Andreae (1586–1654), evangelisch, D
- Arnold Angenendt (1934–2021), römisch-katholisch, D
- Bartholomäus Anhorn der Ältere (1566–1642), evangelisch-reformierter Pfarrer und Historiker, CH
- Bartholomäus Anhorn der Jüngere (1616–1700), evangelisch-reformierter Pfarrer und Historiker, CH
- Antonius der Große (um 251 – 356), Mönchsvater
- Apollinaris von Laodicea (um 310 – um 390)
- Johann Arndt (1555–1621), evangelisch-lutherisch, D
- Eberhard Arnold (1883–1935), täuferisch, Gründer der Bruderhofgemeinschaften, D
- Gottfried Arnold (1666–1714), evangelisch, D, Kirchenhistoriker
- Antonio Maria Arrègui (1868–1942), römisch-katholisch, E
- Peter Aschoff (* 1965), evangelisch-lutherisch, D
- Hans Asmussen (1898–1968), evangelisch, D
- Jean Astruc (1684–1766), römisch-katholisch, F
- Athanasius von Alexandria bzw. Athanasius der Große (um 298–373), Kirchenlehrer
- Athenagoras von Athen (2. Jh.), Kirchenvater
- Leonhard Atzberger (1854–1918), römisch-katholisch, D
- Hansjörg Auf der Maur (1933–1999), römisch-katholisch, CH
- Augustinus von Hippo (354–430), Kirchenlehrer
- Aurelius von Karthago († um 430)
- Christina Aus der Au Heymann (* 1966), evangelisch-reformiert, CH
- Gustaf Aulén (1879–1977), evangelisch-lutherisch, S
- Petrowitsch Awwakum (1620–1682), orthodox, Altgläubiger, RUS

### B
- Hans-Rudolf Bachmann (* 1950), evangelisch-reformiert, CH
- Johann Friedrich Bachstrom (1686–1742), evangelisch-lutherisch, Pl/D
- Hans Urs von Balthasar (1905–1988), römisch-katholisch, CH
- Erwin Balzer (1901–1975), evangelisch-lutherisch, D
- Cäsar Baronius (1538–1607), römisch-katholisch, I
- Christoph Barth (1917–1986), evangelisch-reformiert, CH, Alttestamentler
- Fritz Barth (1856–1912), evangelisch-reformiert, CH, Kirchenhistoriker und Neutestamentler
- Hermann Barth (1945–2017), evangelisch-lutherisch, D
- Karl Barth (1886–1968), evangelisch-reformiert, CH, Systematischer Theologe
- Marie-Claire Barth-Frommel (1927–2019), evangelisch-reformiert, CH, Alttestamentlerin
- Markus Barth (1915–1994), evangelisch-reformiert, CH, Neutestamentler
- Basilius von Caesarea bzw. Basilius der Große (um 330 – 379), Kirchenlehrer
- Gerhard Bassarak (1918–2008), evangelisch-lutherisch, D
- Pierre Batiffol (1861–1929), römisch-katholisch, F
- Bruno Bauer (1809–1882), evangelisch, D, Religionshistoriker
- Johannes Bauer (1860–1933), evangelisch, D, Praktischer Theologe
- Uwe F. W. Bauer (* 1956), evangelisch-reformiert, D, Alttestamentler
- Walter Bauer (1877–1960), evangelisch, D, Neutestamentler
- Armin Daniel Baum (* 1965), evangelisch, D, Neutestamentler
- Theofried Baumeister (* 1941), römisch-katholisch, D, Kirchengeschichtler
- Friedrich Baumgärtel (1888–1981), evangelisch, D, Alttestamentler
- Michael Baumgarten (1812–1889), evangelisch, D, Alttestamentler
- Otto Baumgarten (1858–1934), evangelisch, D, Praktischer Theologe
- Walter Baumgartner (1887–1970), evangelisch-reformiert, CH, Alttestamentler
- Ferdinand Christian Baur (1792–1860), evangelisch, D, Kirchenhistoriker
- Oswald Bayer (* 1939), evangelisch, D
- Augustin Bea (1881–1968), römisch-katholisch, D/I
- Giovanni Beccaria (1511–1580), evangelisch, CH, Lehrer und Reformator in Locarno
- Johann Tobias Beck (1804–1878), evangelisch, D, Systematischer Theologe
- Beda Venerabilis (um 673 – 735), römisch-katholisch, GB, Kirchenlehrer
- Peter Beier (1934–1996), evangelisch, D
- Alfons Beil (1896–1997), römisch-katholisch, D
- Rob Bell (* 1970), evangelikal, USA
- Gerhard J. Bellinger (1931–2020), römisch-katholisch, D
- Benedikt von Aniane (vor 750 – 821)
- Benedikt von Nursia (um 480 – 547), Mönchsvater
- Benedikt XVI. (1927–2022), römisch-katholisch, Papst, D
- Johann Albrecht Bengel (1687–1752), evangelisch, D
- Gustav Adolf Benrath (1931–2014), evangelisch, D
- Aage Bentzen (1894–1953), evangelisch-lutherisch, DK, Alttestamentler
- Christfried Berger (1938–2003), evangelisch-lutherisch, D
- Eduard Berger (* 1944), evangelisch-lutherisch, D
- Klaus Berger (1940–2020), römisch-katholisch → evangelisch → römisch-katholisch, Neustestamentler, D
- Rupert Berger (1926–2020), römisch-katholisch, D
- Gerhard Bergmann (1914–1981), evangelisch, D, Evangelist
- Daniel Berrigan (1921–2016), römisch-katholisch, USA
- Philip Berrigan (1923–2002), römisch-katholisch, USA
- Gerhard Besier (* 1947), evangelisch, D, Kirchenhistoriker
- Hermann Beste (* 1940), evangelisch-lutherisch, D
- Niklot Beste (1901–1987), evangelisch-lutherisch, D
- Eberhard Bethge (1909–2000), evangelisch, D
- Kurt Beutler (* 1960), evangelisch, CH, Arabist
- Otto Betz (1917–2005), evangelisch, D, Neutestamentler
- Christiaan Frederick Beyers Naudé evangelisch-reformiert(1915–2004), Südafrika
- Erich Beyreuther (1904–2003), evangelisch-lutherisch, D, Kirchenhistoriker
- Klaus Bieberstein (* 1955), römisch-katholisch, D
- Sabine Bieberstein (* 1962), römisch-katholisch, D
- Alois Emanuel Biedermann (1819–1885), reformiert, CH, Dogmatiker
- Louis Billot (1846–1931), römisch-katholisch, F
- Gottfried Bitter (1936–2023), römisch-katholisch, D, Religionspädagoge
- Arnold Bittlinger (1928–2025), evangelisch, D, CH
- Clemens Bittlinger (* 1959), evangelisch, D, auch Liedermacher
- Wolfgang J. Bittner (* 1947), evangelisch-reformiert, A, CH
- Albert Bitzius (1797–1854), evangelisch-reformiert, CH, Schriftsteller mit Pseudonym Jeremias Gotthelf
- Albert Bitzius (Sohn) (1835–1882), evangelisch-reformiert, CH, auch Regierungsrat
- Ernst Bizer (1904–1975), evangelisch, D, Kirchengeschichtler

- Craig Blomberg (* 1955), evangelikal, USA, Neutestamentler
- Maurice Blondel (1861–1949), römisch-katholisch, F, Philosoph
- Christoph Blumhardt (1842–1919), evangelisch-lutherisch, D
- Johann Christoph Blumhardt (1805–1880), evangelisch-lutherisch, D
- Sabine Bobert (* 1964), evangelisch-lutherisch, D, praktische Theologin
- Otto Böcher (1935–2020), evangelisch, D
- Werner Böckenförde (1928–2003), römisch-katholisch, D
- Friedrich von Bodelschwingh der Ältere (1831–1910), evangelisch-lutherisch, D
- Friedrich von Bodelschwingh der Jüngere (1877–1946), evangelisch-lutherisch, D
- Andreas Bodenstein genannt Karlstadt (1480–1581), D
- Hans Jochen Boecker (1928–2020), evangelisch-reformiert, D, Alttestamentler
- Franz Böckle (1921–1991), römisch-katholisch, CH/D, Moraltheologe
- Boëthius (475/80–524/25), I
- Jochen Bohl (* 1950), evangelisch-lutherisch, D
- Jakob Böhme (1575–1624), evangelisch, D
- Dietrich Bonhoeffer (1906–1945), evangelisch-lutherisch, D
- Andreas Boppart (* 1979), evangelikal, CH
- Marcus Borg, evangelisch-lutherisch, USA
- David Bosch (1929–1992), evangelisch-reformiert, SA, Missionswissenschaftler
- Ernesto Bounaiuti (1881–1946)
- Ladislaus Boros (1927–1981), römisch-katholisch
- Johannes Botterweck (1917–1981), römisch-katholisch, D, Alttestamentler
- Heinzgerd Brakmann (* 1944), römisch-katholisch, D, Liturgiewissenschaftler
- Tobias Brandner (* 1965), evangelisch-reformiert, CH/Hongkong, Gefängnisseelsorger
- Artur Brausewetter (1864–1946), evangelischer Pfarrer und Schriftsteller, Diakon und später Archidiakon
- Martin Brecht (1932–2021), evangelisch, D
- Walter Bredendiek (1926–1984), evangelisch, D
- Johannes Brenz (1499–1570), evangelisch, D, Reformator
- Frans Hendrik Breukelman (1916–1993), evangelisch-reformiert, NL
- Wilhelm Breuning (1920–2016), römisch-katholisch, D, Dogmatik
- Kaspar Friedrich Brieden (1844–1908), römisch-katholisch, D
- Carl Brockhaus (1822–1899), evangelikal, Brüderbewegung, D
- Rudolf Brockhaus (1856–1932), evangelikal, Brüderbewegung, D
- Johannes Brosseder (1937–2014), römisch-katholisch, D, Ökumenische Theologie
- Michael von Brück (* 1949), evangelisch-lutherisch, D
- Christina Brudereck (* 1969), evangelisch, D
- Emil Brunner (1889–1966), evangelisch-reformiert, CH, Praktischer und Systematischer Theologe
- Fridolin Brunner (1498–1570), evangelischer Pfarrer, CH, Reformator in Glarus
- Hans Bruns (1895–1971), evangelisch-lutherisch, D, Bibelübersetzer
- Paul Jakob Bruns (1743–1814), evangelisch-lutherisch, D
- Friedrich Brunstäd (1883–1944), evangelisch, D
- Oskar Brüsewitz (1929–1976), evangelisch, D
- Martin Bucer (1491–1551), lutherisch/zwinglianisch, D, Reformator
- Jürg H. Buchegger, evangelisch-reformiert, CH, Praktischer Theologe
- René Buchholz (* 1958), römisch-katholisch, D, Fundamentaltheologe
- Frank Buchman (1878–1961), evangelisch-lutherisch, USA
- Ernst Buddeberg (1873–1949), evangelisch-lutherisch, D, Missionsdirektor
- Johannes Bugenhagen (1485–1558), evangelisch-lutherisch, D, Reformator
- Sergei Nikolajewitsch Bulgakow (1871–1944), orthodox, RUS/F
- Heinrich Bullinger (1504–1575), evangelisch-reformiert, CH, Reformator und Kirchenführer
- Rudolf Bultmann (1884–1976), evangelisch-lutherisch, D, Neutestamentler
- Burchard von Worms (um 965 – 1025), D, Kirchenrechtler
- Fritz Buri (1907–1995), evangelisch-reformiert, CH, Systematischer Theologe
- Thomas Burnet (1635–1715), GB
- Edmund Bursche (1881–1940), evangelisch-lutherisch, PL
- Juliusz Bursche (1862–1942), evangelisch-lutherisch, PL
- Eberhard Busch (* 1937), evangelisch-reformiert, D, systematischer Theologe
- Friedrich Busch (1909–1944), evangelisch, D
- Johannes Busch (1905–1956), evangelisch, D
- Wilhelm Busch (1897–1966), evangelisch, D
- Horace Bushnell (1802–1876), kongregationalistisch, USA
- Alfred Buß (* 1947), evangelisch, D

### C
- Friedrich Ulrich Calixt (1622–1701), evangelisch, D
- Georg Calixt (1586–1656), evangelisch-lutherisch, D
- Johannes (Jean) Calvin (1509–1564), reformiert, F/CH, Reformator
- Ulrich Campell (um 1510 – um 1582), evangelisch-reformierter Pfarrer, CH, Reformator und Bibelübersetzer
- Petrus Canisius (1521–1597), römisch-katholisch, D
- Wolfgang Capito (1478–1541), evangelisch, D/F, Reformator
- Donald A. Carson (* 1946), evangelikal, USA, Neutestamentler
- Odo Casel (1886–1948), römisch-katholisch, D
- Ubertino da Casale (1259–1330), I
- Paulus Cassel (1821–1892), evangelisch, D
- Oswald Chambers (1874–1917), baptistisch, GB
- Francis Chan (* 1967), evangelikal, USA
- Daniel Chantepie de la Saussaye (1818–1874), NL
- Eberhard Cherdron (* 1943), evangelisch, D
- Nathan Chyträus (1543–1598), evangelisch-lutherisch, D
- Helmut Claß (1913–1998), evangelisch, D
- Johannes Clauberg (1622–1665), D
- Matthias Clausen (* 1972), evangelisch, D
- Clemens von Alexandria (um 150–um 215)
- Johann Amos Comenius (1592–1670), evangelisch, D, Herrnhuter Brüdergemeine
- William Lane Craig (* 1949), US, Religionsphilosoph, Apologetiker
- Hermann Cremer (1834–1903), evangelisch, D
- Theodor Christlieb (1833–1889), evangelisch, D, Praktischer Theologe
- Hans Conzelmann (1915–1989), evangelisch, D, Neutestamentler
- Lawrence J. Crabb (1944–2021), presbyterianisch, USA, Praktischer Theologe und Psychologe
- Caspar Cruciger (1504–1548), lutherisch, D, Reformator
- Oscar Cullmann (1902–1999), evangelisch, F, Neutestamentler
- Cyprian von Karthago (um 200/10 – 258)
- Ernst Salomon Cyprian (1673–1745), lutherisch, D

### D
- Sigurd M. Daecke (* 1932), evangelisch, D
- Jacob Dahl (1878–1944), evangelisch-lutherisch, Färöer
- Corinna Dahlgrün (* 1957), evangelisch-lutherisch, D
- Karl-Wilhelm Dahm (* 1931), evangelisch-lutherisch, D
- Jean Daniélou (1905–1974), römisch-katholisch, F
- Hans Dannenbaum (1895–1956), evangelisch-lutherisch, D
- Arnold Dannenmann (1907–1993), evangelisch-lutherisch, D
- Gerhard Dautzenberg (1934–2019), römisch-katholisch, D, Neutestamentler
- Victor-Auguste Dechamps (1810–1883), B
- Adolf Deißmann (1866–1937), evangelisch, D
- Paul Deitenbeck (1912–2000), evangelisch, D
- Johann Friedrich Gottlieb Delbrück (1768–1830), D
- Lienhard Delekat (1928–2004), evangelisch, D, Alttestamentler
- Franz Delitzsch (1813–1890), evangelisch-lutherisch, D, Alttestamentler, Hebraist
- Rudolf Dellsperger (* 1943), evangelisch-reformiert, CH, Kirchenhistoriker
- Christoph Demke (1935–2021), evangelisch, D
- Heinrich Seuse Denifle (1844–1905), römisch-katholisch, A
- Karel Adriaan Deurloo (1936–2019), evangelisch-reformiert, NL, Alttestamentler
- Martin Deutinger (1815–1864), römisch-katholisch, D
- Otto Dibelius (1880–1967), evangelisch-lutherisch, D, Bischof
- Didymus der Blinde (310/13 – um 398)
- Bernd J. Diebner (1939–2023), evangelisch-lutherisch, D, Alttestamentler, Kirchenhistoriker
- Franz Diekamp (1864–1943), römisch-katholisch, D
- Hermann Diem (1900–1975), evangelisch, D, Systematischer Theologe
- Hermann Dietzfelbinger (1908–1984), evangelisch-lutherisch, D
- Wilhelm Dilthey (1833–1911), D
- Irene Dingel (* 1956), evangelisch, D
- Dionysius von Alexandria (um 232/64)
- Dionysius Areopagita (um 500)
- Heimo Dolch (1912–1984), römisch-katholisch, D, Fundamentaltheologe
- Ludwig Doll (1846–1883), evangelisch, D, Gründer Waisenhaus und Mission
- Ignaz von Döllinger (1799–1890), altrömisch-katholisch, D
- Fritz Dorgerloh (1932–2025), evangelisch, D
- Detlev Dormeyer (* 1942), römisch-katholisch, D, Neutestamentler
- Isaak August Dorner (1809–1884), evangelisch, D, Systematischer Theologe
- Georg Bernhard Adolf Dörries (1856–1934), D
- Bernhard Dräsecke (1774–1849), evangelisch, D
- Eugen Drewermann (* 1940), römisch-katholisch, D
- Martin Dutzmann (* 1956), evangelisch, D
- Horst Dzubba (1913–1978), evangelisch, D

### E
- Gerhard Ebeling (1912–2001), evangelisch, D
- Johann Eberlin von Günzburg (um 1470 – 1533), D
- Helmut Echternach (1907–1988), evangelisch, D
- Johann Eck (1494–1554), evangelisch, D
- Johannes Eck (1486–1543), römisch-katholisch, D
- Meister Eckhart (1260–1328), römisch-katholisch
- Hans-Joachim Eckstein (* 1950), evangelisch-lutherisch, Neutestamentler, D
- Gene Edwards (1932–2022), baptistisch, USA
- Ulrich Eggers (* 1955), evangelisch-freikirchlich, D
- Hans Philipp Ehrenberg (1883–1958)
- Ludwig Ehrlich (1813–1884), evangelisch, D
- Johannes Nepomuk Ehrlich (1810–1864), D
- Peter Eicher, römisch-katholisch
- Magnús Eiríksson (1806–1881), evangelisch, Island
- Otto Eißfeldt (1887–1973), evangelisch, Alttestamentler, D
- Werner Elert (1885–1954), evangelisch, D
- Ignacio Ellacuría (1930–1989), römisch-katholisch, Märtyrer
- Antonellus Elsässer (1930–2014), römisch-katholisch, D, Moraltheologe
- Klaus Engelhardt (* 1932), evangelisch, D
- Johann August Ernesti (1707–1781), D
- Wilhelm Ernst (1927–2001), römisch-katholisch, Moraltheologe, D
- Karl Eschweiler (1886–1936), römisch-katholisch, D
- Euagrios von Antiochia († 392/93)
- Eucherius von Lyon († 450)
- Eusebius von Caesarea (260/264–337/340), Kirchenvater
- Eusebios von Emesa (vor 341–360)
- Eusebius von Nikomedia († 341)
- Adolf Exeler (1926–1983), römisch-katholisch, Pastoraltheologe, D

### F
- Heinz-Josef Fabry (* 1944), römisch-katholisch, D, Alttestamentler
- Tobias Faix (* 1969), evangelisch, D, Missionswissenschaftler
- Wilhelm Faix (* 1940), evangelisch, D
- Johannes Daniel Falk (1768–1826), evangelisch, D
- Carl Feckes (1894–1958), D
- Ulrich Fischer (1949–2020), evangelisch, D
- Matthias Flacius (1520–1575), evangelisch, D
- Georgi Wassiljewitsch Florowski (1893–1979), orthodox, RUS/F/USA
- Gottfried Forck (1923–1996), evangelisch, D
- Peter Taylor Forsyth (1848–1921)
- Richard J. Foster (* 1942), quäkerisch, USA
- Hans-Joachim Fränkel (1909–1996), evangelisch, D
- Sebastian Franck (1499–1542), D
- August Hermann Francke, evangelisch-pietistisch, D
- Franz Hermann Reinhold Frank (1827–1894), D
- Johannes Baptist Franzelin (1816–1886), D
- Johannes-Baptist Freyer (* 1953), römisch-katholisch, D
- Hellmuth Frey (1901–1982), evangelisch, D, Alttestamentler
- Gerhard Friedrich (1908–1986), evangelisch-lutherisch, D
- Johannes Friedrich (* 1948), evangelisch-lutherisch, D
- Martin Friedrich (* 1957), evangelisch, D
- Heinrich Fries (1911–1998), römisch-katholischer Ökumeniker, D
- Karl Friedrich August Fritzsche (1801–1846), evangelisch, D
- Otto Fridolin Fritzsche (1812–1896), evangelisch, D
- Herbert Frohnhofen (* 1955), römisch-katholisch, D
- Jakob Frohschammer (1821–1893), D
- Michael Frost (* 1951), evangelikal, AUS, Missionswissenschaftler
- Arnold Fruchtenbaum (* 1943), evangelikal, USA
- Emil Fuchs (1874–1971), evangelisch-lutherisch, D
- Ernst Fuchs (1903–1983), evangelisch, D
- Christian Führer (1943–2014), evangelisch-lutherisch, D

### G
- Ulrich Gäbler (* 1941), evangelisch-lutherisch, Österreicher
- Lucius Gabriel (1597–1663), evangelisch-reformierter Pfarrer und Bibelübersetzer ins Surselvische, CH
- Stefan Gabriel (1570–1638), evangelisch-reformierter Pfarrer und Begründer des surselvischen Idioms, CH
- Robert A. J. Gagnon (* 1958), presbyterianisch, USA
- Clemens August Graf von Galen (1878–1946), römisch-katholisch, D, Bischof
- Mario von Galli (1904–1987), römisch-katholisch, A/CH
- Philipp Gallicius (1504–1566), evangelisch-reformierter Pfarrer, Reformator und Kirchenlieddichter, CH
- Erwin Gatz (1933–2011), römisch-katholisch, D, Kirchengeschichtler
- Claude Geffré OP (1926–2017), römisch-katholisch, F
- Josef Rupert Geiselmann (1890–1970), D
- Petra von Gemünden (* 1957), evangelisch-lutherisch, D
- Gerhard von Steterburg († 1209), D, Propst und Chronist
- Eugen Gerstenmaier (1906–1986), evangelisch-lutherisch, D
- Hartmut Gese (* 1929), evangelisch-lutherisch, D, Alttestamentler
- Wilhelm Gesenius (1786–1842), evangelisch
- Horst Gienke (1930–2021), evangelisch, D
- Étienne Gilson (1884–1978), katholisch, F
- Gerhard Gloege (1901–1970), evangelisch-lutherisch, D, Systematischer Theologe
- Joachim Gnilka (1928–2018), römisch-katholisch, D, Neutestamentler
- Peter Godzik (* 1946), evangelisch-lutherisch, D
- Johann Melchior Goeze (1717–1786), D
- Friedrich Gogarten (1887–1967), evangelisch, D, Systematischer Theologe
- Helmut Gollwitzer (1908–1993), evangelisch-lutherisch, D, Systematischer Theologe
- Richard Gölz (1887–1975), lutherisch/orthodox, D/USA
- Jeremias Gotthelf (1797–1854), evangelisch-reformiert, CH, auch Schriftsteller
- Gottschalk von Orbais (um 803 – um 869)
- Billy Graham (1918–2018), baptistisch, USA
- Gratian (um 1140), I, Kirchenrechtler
- Peter Alois Gratz (1769–1849), römisch-katholisch, D, Neutestamentler
- Gregor I. bzw. Gregor der Große (um 540–604), Papst, Kirchenlehrer
- Gregor von Nazianz (um 329 – 390), Kirchenlehrer
- Gregor von Nyssa (um 335 – nach 394), Kirchenvater
- Gregor von Elvira († nach 392)
- Gregorios Palamas (1296–1359), orthodox
- Stanley Grenz (1950–2005), baptistisch, USA/Can, Ethiker
- Katharina Greschat (* 1965), evangelisch, D, Kirchengeschichtlerin
- Johann Jakob Griesbach (1745–1812), D
- Franz Stephan Griese (1889–nach 1954), Theologe und Philologe
- Alois Grillmeier (1910–1998), römisch-katholisch, D
- Robert Grosche (1888–1967), D
- Sven Grosse (* 1962), evangelisch, D, Systematischer Theologe
- Albrecht Grözinger (* 1949), Praktischer Theologe
- Nikolai Frederik Severin Grundtvig, evangelisch
- Heinz Gstrein (1941–2023), orthodox, A/CH, Orientalist
- Romano Guardini (1885–1968), römisch-katholisch, D, Religionsphilosoph
- Darrell Guder (* 1939), presbyterianisch, USA, Missiologe
- Hermann Gunkel (1862–1932), evangelisch-lutherisch, D, Alttestamentler
- Antonius Hermanus Josephus Gunneweg (1922–1990), evangelisch-reformiert, NL, Alttestamentler
- Donald Guthrie (1916–1992), baptistisch, GB, Neutestamentler
- Gustavo Gutiérrez (1928–2024), römisch-katholisch, Perú, Befreiungstheologe

### H
- Ernst Haag (1932–2017), D
- Herbert Haag (1915–2001), römisch-katholisch, D/CH, Bibelwissenschaftler
- Karl-Friedrich Haag (* 1942), evangelisch-lutherisch, D
- Fabrice Hadjadj (* 1971), römisch-katholisch, FR
- Johannes Hansen (1930–2010), evangelisch-lutherisch, D
- Albert Ritzaeus Hardenberg (1510–1574), evangelisch-reformiert, NL
- Bernhard Häring (1912–1998), römisch-katholisch, D/I, Moraltheologe
- Claus Harms (1778–1855), evangelisch-lutherisch, D
- Adolf von Harnack (1851–1930), evangelisch-lutherisch, D, Kirchenhistoriker
- David Bentley Hart (* 1965), orthodox, USA, Kirchenhistoriker
- Johannes Hartl (* 1979), römisch-katholisch, D
- Dieter Hattrup (* 1948), römisch-katholisch, D
- Stanley Hauerwas (* 1940), evangelisch-methodistisch, USA
- Linus Hauser (* 1950), römisch-katholisch, D
- Markus Hauser (1849–1900), evangelisch-pietistisch, CH, Prediger
- Richard Hauser (1903–1980), deutscher Theologe
- Richard B. Hays (1948–2025), evangelisch-methodistisch, USA
- Johannes Heckel (1889–1963), evangelisch, D, Kirchenrechtler
- Theodor Heckel (1894–1967), evangelisch-lutherisch, D
- Johann Reinhard Hedinger (1664–1704), evangelisch, D
- Gottfried Heer (1843–1921), evangelisch-reformiert, CH
- Eduard Hegel (1911–2005), römisch-katholisch, D, Kirchengeschichtler
- Friedrich Heiler (1892–1967), römisch-katholisch → evangelisch-lutherisch, D
- Karl Heim (1874–1958), evangelisch, D, Apologet
- Martin Hein (* 1954), evangelisch, D
- Gerhard Heintze (1912–2006), evangelisch-lutherisch, D
- Ludwig Helmbold (1532–1598), D
- Johannes Hempel (1929–2020), evangelisch-lutherisch, D
- Heinzpeter Hempelmann (* 1954), evangelisch, D
- Reinhard Hempelmann (* 1953), evangelisch, D
- Martin Hengel (1926–2009), evangelisch, D, Neutestamentler
- Ernst Wilhelm Hengstenberg (1802–1869), evangelisch-reformiert, D, Alttestamentler
- Aloys Henhöfer (1789–1862), römisch-katholisch → evangelisch, D
- Wilhelm Henke (1897–1981), evangelisch-lutherisch, D
- Karl Hennig (1903–1992), evangelisch, D
- Carl F. H. Henry (1913–2003), evangelikal, USA
- Michael Herbst (* 1955), evangelisch-lutherisch, D, Praktischer Theologe
- Johann Gottfried Herder (1744–1803), evangelisch-lutherisch, D
- Rudolf Hermann (1887–1962), evangelisch, D
- Eilert Herms (* 1940), evangelisch, D
- Volkmar Herntrich (1908–1958), evangelisch-lutherisch, D
- Sabine Herold (* 1973), evangelisch-reformiert, CH/D
- Siegfried Herrmann (1926–1999), evangelisch, D, Alttestamentler
- Wilhelm Herrmann (1846–1922), evangelisch, D, Syst. Theologe
- Johannes Hesekiel (1835–1918), evangelisch, D
- Johannes Hessen (1889–1971), römisch-katholisch, D
- Tilemann Hesshus (1527–1588), evangelisch-lutherisch, D
- Hieronymus (347–420), Kirchenvater
- Hilarius von Poitiers (um 315 – 367), Kirchenlehrer
- Franz Hildebrandt (1909–1985), evangelisch-lutherisch → evangelisch-methodistisch, D/GB
- Hildegard von Bingen (1098–1179), römisch-katholisch, D
- Traudel Himmighöfer (* 1960), evangelisch, D
- Hinkmar von Reims (um 800/10 – 882), D, Kirchenrechtler
- Emanuel Hirsch (1888–1972), evangelisch, D, Systematischer Theologe
- Johann Baptist von Hirscher (1788–1865), römisch-katholisch, D
- Horst Hirschler (1933–2023), evangelisch-lutherisch, D
- Johann Friedrich Hodann (1674–1745), evangelisch-lutherisch, D
- A. A. Hodge (1823–1886), presbyterianisch, USA
- Charles Hodge (1797–1878), presbyterianisch, USA
- Ludwig Hofacker (1798–1828), evangelisch-lutherisch, D
- Johann Christian Konrad von Hofmann (1810–1877), D, Alttestamentler
- Peter Hofmann (* 1958), römisch-katholisch, D, Fundamentaltheologe und Dogmatiker
- Karl Holl (1866–1926), evangelisch, D, Kirchenhistoriker
- David Hollaz (1648–1713), evangelisch-lutherisch, D
- Oda-Gebbine Holze-Stäblein (* 1942), evangelisch-lutherisch, D
- Hubertus Gezinus Hubbeling (1925–1986), evangelisch, NL
- Wolfgang Huber (* 1942), evangelisch, D, Sozialethiker, Systematischer Theologe, Bischof
- Friedrich von Hügel (1852–1925), römisch-katholisch, D
- Karl Bernhard Hundeshagen (1810–1872), evangelisch-reformiert, D
- Jan Hus (1370(?)–1415), Reformator, CZ
- Leonhard Hutter (1563–1616), evangelisch-lutherisch, D
- Bill Hybels (* 1951), evangelikal, USA

### I
- Ignatius von Antiochien († nach 110), Kirchenvater
- Ignatius von Loyola (1491–1556), römisch-katholisch
- Ludwig Heinrich Ihmels (1858–1933), lutherisch, D
- Ivan Illich (1926–2002), römisch-katholisch, A
- Lauri Ingman (1868–1934), lutherisch, FIN
- Innozenz III. (1161–1216), Kirchenrechtler, I
- Irenäus von Lyon (um 135 – um 200), Kirchenvater, Kirchenlehrer, Dogmatiker
- Erwin Iserloh (1915–1996), römisch-katholisch, Kirchengeschichtler, D
- Ivo von Chartres (um 1040 – 1115), Kirchenrechtler, F
- Hans Joachim Iwand (1899–1960), evangelisch, D, syst. Theologe

### J
- Günter Jacob (1906–1993), evangelisch, D
- Gerhard Jacobi (1891–1971), evangelisch-lutherisch, D, Bischof
- Gerhard Jankowski (* 1937), evangelisch, D
- Friedrich Janssen (* 1935), römisch-katholisch, D
- Johann Christopher Jauch (1669–1725), lutherisch, D
- Theodore W. Jennings (1942–2020), evangelisch-methodistisch, USA
- Maria Jepsen (* 1945), evangelisch-lutherisch, D
- Gert Jeremias (1936–2016), evangelisch-lutherisch, D, Neutestamentler
- Joachim Jeremias (1900–1979), evangelisch-lutherisch, D, Neutestamentler
- Jörg Jeremias (1939–2024), evangelisch-lutherisch, D, Alttestamentler
- Wilfried Joest (1914–1995), evangelisch-lutherisch, D
- Johannes von Damaskus (um 650 – 749), Kirchenvater
- Johannes von Antiochien, bekannt als Johannes Chrysostomos (344/349–407), Kirchenvater
- Jürgen Johannesdotter (* 1943), evangelisch-lutherisch, D
- Gustaf Johansson (1844–1930), evangelisch-lutherisch, FIN
- Justus Jonas der Ältere (1493–1555), evangelisch-lutherisch, D
- Manfred Josuttis (1936–2018), evangelisch, D
- Leo Jud (1482–1542), römisch-katholischer Leutpriester, evangelisch-reformierter Pfarrer, Bibelübersetzer und Reformator von Zürich, CH/F
- Adolf Jülicher (1857–1938), evangelisch, D, Neutestamentler
- Eberhard Jüngel (1934–2021), evangelisch, D
- Frank Otfried July (* 1954), evangelisch, D
- Josef Andreas Jungmann (1889–1975), römisch-katholisch, A, Liturgiewissenschaftler
- Justin der Märtyrer (um 133 – 163/67), Kirchenvater

### K
- Julius Kaftan (1848–1926), lutherisch, D
- Carl Nicolaus Kähler (1804–1871), evangelisch-lutherisch, D
- Christoph Kähler (* 1944), lutherisch, D
- Martin Kähler (1835–1912), lutherisch, D
- Ernst Käsemann (1906–1998), evangelisch, D
- Margot Käßmann (* 1958), evangelisch-lutherisch, D
- Wilhelm Kamlah (1905–1976), lutherisch, D
- Friedrich Wilhelm Kantzenbach (1932–2013), lutherisch, D
- Walter Kasper (* 1933), römisch-katholisch, D, Dogmatiker
- Katharina von Siena (um 1347 – 1380), Kirchenlehrerin
- Ferdinand Kattenbusch (1851–1935), evangelisch, D
- Medard Kehl SJ (1942–2021), römisch-katholisch, D
- Timothy Keller (1950–2023), presbyterianisch, USA, praktischer Theologe und Gemeindegründer
- Konstanze Kemnitzer (* 1975), evangelisch, D, praktische Theologin
- Cyprian Kern (1899–1960), orthodox, FR
- Søren Kierkegaard (1813–1855), evangelisch-lutherisch, DK
- Dan Kimball (* 1960), evangelikal, USA
- Martin Luther King (1929–1968), baptistisch, USA
- Wolfram Kistner (1923–2006), evangelisch-lutherisch
- Rudolf Kittel (1853–1929), evangelisch, D, Alttestamentler
- Helge Klassohn (* 1944), evangelisch, D
- Walter Klaiber (* 1940), ev.-methodistisch, D
- Hans-Josef Klauck OFM (1946–2025), römisch-katholisch, D, Neutestamentler
- Heinrich Klee (1800–1840), römisch-katholisch, D
- Günter Klein (1928–2015), evangelisch, D
- Konrad Klek (* 1960), evangelisch, D
- Klemens von Rom (um 50 – 97 o. 101), Papst, Kirchenvater
- Herbert H. Klement (* 1949), evangelisch, D, Alttestamentler
- Johann Friedrich Kleuker (1749–1827), evangelisch, D
- Josef Kleutgen (1811–1883), römisch-katholisch, D
- Paul-Gerhard Klumbies (* 1957), evangelisch, D
- Peter Knauer SJ (1935–2024), römisch-katholisch, D
- Hans-Christian Knuth (1940–2023), lutherisch, D
- Esther Kobel (* 1977), evangelisch, CH
- Manfred Kock (* 1936), evangelisch, D
- Walter Kreck (1908–2002), evangelisch, D
- Josef Kreiml (* 1958), römisch-katholisch, D
- Jacob Kremer (1924–2010), römisch-katholisch, D
- Volker Kreß (* 1939), lutherisch, D
- Lothar Kreyssig (1898–1986), evangelisch, D
- Peter Krug (* 1943), lutherisch, D
- Adolf Krummacher (1824–1884), evangelisch, D
- Friedrich Adolf Krummacher (1767–1845), evangelisch, D
- Gottfried Daniel Krummacher (1774–1837), evangelisch, D
- Friedrich Wilhelm Krummacher (1796–1868), evangelisch, D
- Emil Wilhelm Krummacher (1798–1886), evangelisch, D
- Karl Emil Krummacher (1830–1899), evangelisch, D
- Jo Krummacher (1946–2008), evangelisch, D
- Christoph Krummacher (* 1949), evangelisch, D
- Martin Kruse (1929–2022), lutherisch, D
- Gottfried Küenzlen (* 1945), evangelisch, D
- Johannes Evangelist von Kuhn (1806–1887), römisch-katholisch, D
- Hans Küng (1928–2021), römisch-katholisch, CH, Professor für ökumenische Theologie
- Hermann Kutter (1863–1931), evangelisch, CH
- Otto Kuss (1905–1991), römisch-katholisch, D
- Abraham Kuyper (1837–1920), reformiert, NL, Dogmatiker, niederl. Ministerpräsident
- Kyrill von Jerusalem (um 315 – 386), Kirchenvater

### L
- Lactantius (um 250–320)
- Lars Levi Læstadius (1800–1861), S
- Marie-Joseph Lagrange (1855–1938)
- Rudolf Landau (* 1946), evangelisch-lutherisch, D
- Michael Landgraf (* 1961), evangelisch, D
- Albert Lang (1890–1973)
- Ernst Lange (1927–1974), evangelisch-lutherisch, D
- Georg Langemeyer (1929–2014), römisch-katholisch, D, Religionsphilosoph, Religionspädagoge
- Rudolf Langthaler (* 1953), römisch-katholisch, A
- Johannes á Lasco (Jan Laski) (1466?/1499?–1560), evangelisch-reformiert, PL, Reformator
- Andreas Laun (1942–2024), römisch-katholisch, A, Moraltheologe
- Laurentius von Brindisi (1559–1619), römisch-katholisch
- Gerardus van der Leeuw (1890–1950), NL
- Karl Lehmann (1936–2018), römisch-katholisch, D
- Theodor Lehmus (1777–1837), D
- Werner Leich (1927–2022), evangelisch-lutherisch, D
- Volker Leppin (* 1966), evangelisch-lutherisch, D, Kirchenhistoriker
- Bernhard Leube (* 1954), Hymnologe, Liturgiker, D
- Hanns Lilje (1899–1977), lutherisch, D
- Franz Xaver von Linsenmann (1835–1898), römisch-katholisch, D
- Wolfgang Lipp (1939–2021), evangelisch, D
- Gottfried Wilhelm Locher (1911–1996), evangelisch-reformiert, CH, Systematiker
- Gottfried W. Locher (* 1966), evangelisch-reformiert, CH, Schweizer evangelischer Kirchenbundpräsident
- Wilhelm Löhe (1808–1872), evangelisch-lutherisch, D
- Dietrich Loher (1495–1554), römisch-katholisch, Nl/D
- Inge Lønning (1938–2013), evangelisch-lutherisch, N
- Eduard Lohse (1924–2015), evangelisch-lutherisch, D, Neutestamentler
- Alfred Loisy (1857–1940), römisch-katholisch, F
- Peter Lorson (1897–1954), römisch-katholisch, D
- Kyrillos Loukaris (1572–1638), orthodox, GR, Reformator
- Lukian von Antiochien (250–312)
- Henri de Lubac (1896–1991), römisch-katholisch, F
- Max Lucado (* 1955), evangelikal, USA
- Gerd Lüdemann (1946–2021), evangelisch, D
- Hermann Lüdemann (1842–1933), evangelisch, D, Systematischer Theologe
- Liborius Olaf Lumma (* 1973), römisch-katholisch, A, Liturgiewissenschaftler
- Martin Luther (1483–1546), römisch-katholisch → lutherisch, D, Reformator

### M
- Gordon MacDonald, evangelikal, USA
- Gerhard Maier (* 1937), evangelisch-lutherisch, D, Landesbischof
- Agostino Mainardi (1482–1563), römisch-katholisch → evangelisch-reformiert, I/CH, Reformator von Chiavenna
- Georg Major (1502–1574), evangelisch-lutherisch, D
- Carl Malsch (1916–2001), evangelisch-lutherisch, D
- Brennan Manning (1934–2013), römisch-katholisch, USA
- Marcion (um 85–160)
- Friedrich-Wilhelm Marquardt (1928–2002), evangelisch-lutherisch, D, Systematischer Theologe
- Hans Larsen Martensen (1808–1884), evangelisch-lutherisch, DK
- Kurt Marti (1921–2017), evangelisch-reformiert, CH
- Willi Marxsen (1919–1993), evangelisch, D, Neutestamentler
- Armin Mauerhofer (* 1946), evangelikal, CH, Praktischer Theologe
- Erich Mauerhofer (1942–2025), evangelikal, CH, Dogmatiker und Neutestamentler
- Rabanus Maurus (um 780 – 856)
- Joseph Mausbach (1861–1931), römisch-katholisch, D, Moraltheologe
- Maximus der Bekenner (um 580 – 662), orthodox, Kirchenvater
- Otto Mayer (1846–1924), D, Kirchenrechtler
- Josh McDowell (* 1939), evangelikal, USA
- Alister McGrath (* 1953), anglikanisch, GB, auch Mathematiker, Physiker und Chemiker
- Erwin Raphael McManus (* 1958), baptistisch, USA
- Maximilian Meichßner (1875–1954), evangelisch-lutherisch, D
- Hans Meiser (1881–1956), evangelisch-lutherisch, D
- Philipp Melanchthon (1497–1560), evangelisch-lutherisch, D, Reformator
- Rupertus Meldenius (1582–1651), evangelisch-lutherisch, D
- Alexander Wladimirowitsch Men (1935–1990), orthodox, RUS
- Balthasar Mentzer der Jüngere (1614–1679), evangelisch-lutherisch, D
- Reinhard Meßner (* 1960), römisch-katholisch, A, Liturgiewissenschaftler
- Norbert Mette (* 1946), römisch-katholisch, D
- Johann Baptist Metz (1928–2019), römisch-katholisch, D, Fundamentaltheologe
- Bruce Metzger (1914–2007), presbyterianisch, USA, Neutestamentler
- John Meyendorff (1926–1992), orthodox, US, Kirchenhistoriker
- Christoph Meyns (* 1962), evangelisch-lutherisch, D
- Manfred Mezger (1911–1996), evangelisch, D, Praktischer Theologe
- Kornelis Heiko Miskotte (1894–1976), evangelisch-reformiert, NL
- Moritz Mitzenheim (1891–1977), evangelisch-lutherisch, D
- Johann Adam Möhler (1796–1838), römisch-katholisch, D
- Martin Moller (16. Jh.), evangelisch, D
- Giovanni Mollio († 1553), evangelisch, I, Reformator, verbrannt
- Jürgen Moltmann (1926–2024), evangelisch, D, Systematischer Theologe
- Petrus Mosellanus (1493–1524), römisch-katholisch, D, ausgleichender „Erasmianer“
- John Raleigh Mott (1865–1955), evangelisch, US, CVJM
- Gerhard Müller (1929–2024), evangelisch-lutherisch, D
- Hans-Peter Müller (1934–2004), evangelisch, D
- Karl Müller (1852–1940), evangelisch-lutherisch, D
- Daniela Müller (1957), römisch-katholisch, D
- Thomas Müntzer (um 1490–1525), evangelisch-täuferisch, D, Reformator
- Walther Munzinger (1830–1873), christ-römisch-katholisch, CH, Kirchenrechtler
- Thomas Murner (1475–1537), römisch-katholisch, D
- Alois Musil (1868–1944), römisch-katholisch, CS
- Friedrich Myconius (1490–1546), D
- Oswald Myconius (1488–1552), evangelisch-reformiert, CH, Reformator
- Hubertus Mynarek (1929–2024), D, Theologe und Kirchenkritiker

### N
- Elmar Nass (* 1966), katholisch, D
- Eberhard Natho (1932–2022), evangelisch, D, Kirchenpräsident
- Watchman Nee (1903–1972), evangelikal, China
- Oswald von Nell-Breuning (1890–1991), römisch-katholisch, D
- Nemesius von Emesa († um 400)
- Heinrich Cornelius Agrippa von Nettesheim (1486–1535), D
- Karl Neundörfer (1885–1926), römisch-katholisch, D
- Lesslie Newbigin (1909–1998), anglikanisch, GB, Missionswissenschaftler
- John Henry Newman (1801–1890), anglikanisch → römisch-katholisch, GB
- Philipp Nicolai (1556–1608), evangelisch-lutherisch, D
- H. Richard Niebuhr (1894–1962), evangelisch, USA
- Reinhold Niebuhr (1892–1971), evangelisch, USA
- Martin Niemöller (1892–1984), evangelisch-lutherisch, D, Kirchenpräsident
- Ferdinand Jacob Domela Nieuwenhuis (1808–1869), evangelisch-lutherisch, NL
- Nikolaus von Kues (1401–1464), römisch-katholisch, D
- Bernhard Nitsche (* 1963), römisch-katholisch, D
- Axel Noack (* 1949), evangelisch, D, Bischof
- Norbert von Xanten (1082–1134), D
- Gottfried Noth (1905–1971), evangelisch-lutherisch, D, Landesbischof
- Martin Noth (1902–1968), evangelisch-lutherisch, D, Alttestamentler
- Notker der Deutsche oder Notker Labeo (950–1022), D
- Henri Nouwen (1932–1996), römisch-katholisch, NL/USA/Can, Praktischer Theologe

### O
- Johann Friedrich Oberlin (1740–1826), evangelisch-lutherisch, D, Sozialreformer
- Heiko Augustinus Oberman (1930–2001), evangelisch-reformiert, NL
- Thomas C. Oden, evangelisch-methodistisch, USA,
- Johannes Oekolampad (1482–1531), evangelisch-reformiert, CH, Reformator
- Manfred Oeming (* 1955), evangelisch, D, Alttestamentler
- Albrecht Oepke (1881–1955), evangelisch-lutherisch, D
- Friedrich Christoph Oetinger (1702–1782), evangelisch, D
- Johannes Olearius (1546–1623)
- Johannes Olearius (1611–1684)
- Johannes Olearius (1639–1713)
- Johann Gerhard Oncken (1800–1884), baptistisch, D, Begründer der deutschen Baptistengemeinden
- Origenes (185–254), Kirchenvater
- John Ortberg (* 1957), presbyterianisch, USA
- Andreas Osiander (1498–1552), evangelisch-lutherisch, D, Reformator
- Lucas Osiander der Ältere (1534–1604), evangelisch-lutherisch, D
- Ossius von Córdoba (um 257 – 357/58)
- Rudolf Otto (1869–1937), evangelisch-lutherisch, D, Religionswissenschaftler
- Franz Overbeck (1837–1905), evangelisch, D, Neutestamentler

### P
- James Innell Packer, anglikanisch, CDN
- Ian Paisley (1926–2014), presbyterianisch, NI, Politiker
- Andreas Pangritz (* 1954), evangelisch, D, Systematischer Theologe
- Wolfhart Pannenberg (1928–2014), evangelisch-lutherisch, D, Systematischer Theologe
- Juraj Papánek (1738–1802), römisch-katholisch
- Samuel Christian Pape (1774–1817), evangelisch, D
- Papias von Hierapolis (um 70 – nach 130), Kirchenvater
- Ulrich Parzany (* 1941), evangelisch, D
- Carlo Passaglia (1812–1887), römisch-katholisch, I
- Wilhelm Pauck (1901–1981), evangelisch, D-USA, Tillich-Biograph
- Paulus von Tarsus († um 64/67), Apostel
- Jaroslav Pelikan (1923–2006), evangelisch-lutherisch → orthodox, USA
- Otto Hermann Pesch (1931–2014), römisch-katholisch, D
- Rudolf Pesch (1936–2011), römisch-katholisch, KIG, D
- Wilhelm Pesch (1923–2013), römisch-katholisch, D
- Benjamin Georg Peßler (1747–1814), evangelisch-lutherisch, D
- Niklaus Peter (* 1956), evangelisch-reformiert, CH
- Erik Peterson (1890–1960), evangelisch → römisch-katholisch, D
- Eugene H. Peterson (1932–2018), presbyterianisch, USA
- Petrus (1. Jh.), Apostel
- Christoph Pezel (1539–1604), evangelisch-reformiert, D
- Erich Pfalzgraf (1879–1937), evangelisch, D
- Bernhard Philberth (1927–2010), römisch-katholisch, D
- Karl Philberth (* 1929), römisch-katholisch, D
- Philip von Side (um 380 – um 431)
- Mauritius Piderit (1497–1576)
- Servais-Théodore Pinckaers (1925–2008), römisch-katholisch, B
- Johannes Pinsk (1891–1957), D
- Adolf Pohl (1927–2018), baptistisch, D
- Horst Georg Pöhlmann (1933–2022), evangelisch-lutherisch, D, Systematischer Theologe, Religionsphilosoph
- Karl-Friedrich Pohlmann (1941–2023), evangelisch, D
- John Polkinghorne (1930–2021), anglikanisch, GB, auch Physiker
- Polykarp von Smyrna (um 69 – 155), Kirchenvater
- Anton Praetorius (1560–1613)
- Thomas Pröpper (1941–2015)
- Erich Przywara (1889–1972), römisch-katholisch, D

### Q
- Johann Andreas Quenstedt (1617–1688), lutherisch, D

### R
- Erasmus von Rotterdam (1466–1536), Vorläufer der Reformation
- Gerhard von Rad (1901–1971), evangelisch, D, Alttestamentler
- Leonhard Ragaz (1868–1945), evangelisch-reformiert, CH
- Johanna Rahner (* 1962), römisch-katholisch, D
- Karl Rahner (1904–1984), römisch-katholisch, D, Dogmatiker
- Arthur Michael Ramsey (1904–1988), anglikanisch, GB, Erzbischof
- Uta Ranke-Heinemann (1927–2021, evangelisch, dann römisch-katholisch)
- Michael Raske (* 1936), römisch-katholisch, D, Fundamentaltheologin, Dogmatikerin
- Maksymilian Raszeja (1889–1939), römisch-katholisch, PL
- Heinrich Rathke (1928–2024), lutherisch, D
- Joseph Ratzinger (1927–2022), römisch-katholisch, D, Dogmatiker
- Walter Rauschenbusch (1861–1918), baptistisch, USA
- Christa Reich (* 1937), evangelisch, D
- Johannes Reimer (* 1955), evangelikal-mennonitisch, D
- Joseph Hubert Reinkens (1821–1896), römisch-katholisch → altrömisch-katholisch, D
- Franz Reisinger (1889–1973), römisch-katholisch, D
- Heinrich Rendtorff (1888–1960), evangelisch-lutherisch, D, Neutestamentler und Landesbischof
- Rolf Rendtorff (1925–2014), evangelisch-lutherisch, D, Alttestamentler
- Trutz Rendtorff (1931–2016), evangelisch-lutherisch, D, Systematischer Theologe
- Eberhardt Renz (* 1935), evangelisch-lutherisch, D, Landesbischof
- Franz Heinrich Reusch (1825–1900), altrömisch-katholisch, D, Alttestamentler
- Urbanus Rhegius (1489–1541), evangelisch-lutherisch, D
- Rafael M. Rieger OFM (* 1973), römisch-katholisch, D, Kirchenrechtler
- Richard Riess (* 1937), evangelisch-lutherisch, D
- Albrecht Ritschl (1822–1889), evangelisch, D, Systematischer Theologe
- Friedrich Rittelmeyer (1872–1938), evangelisch, Christengemeinschaft, D
- Martin Rößler (1934–2024), evangelisch, D, Hymnologe
- Frère Roger (1915–2005), evangelisch, F
- Jürgen Roloff (1930–2004), lutherisch, D, Neutestamentler
- Richard Rothe (1799–1867), evangelisch, D, Systematischer Theologe
- Franz Ignatius Rothfischer (1720/1721–1755), römisch-katholisch → lutherisch, D
- Hans Rotter (1932–2014), römisch-katholisch, D, Moraltheologe
- Rudolf von Fulda (vor 800 – 865), Kirchengeschichtler
- Günter Ruddat (* 1947), evangelisch, D, Praktischer Theologe
- Wilhelm Rudolph (1891–1987), evangelisch, D, Alttestamentler
- Rufinus von Aquileia (um 345 – 411/12)
- Gerhard Ruhbach (1933–1999), lutherisch, D
- Julius Rupp (1809–1884), freireligiös, D
- Letty Russell (1929–2007), evangelisch, USA
- Thomas Ruster (* 1955), römisch-katholisch, D, Dogmatiker
- Carl Rottermund (1847–1925), lutherisch (Kurland, Livland, Magdeburg) D

### S
- Johann Michael Sailer (1751–1832), römisch-katholisch
- Georg Heinrich Sappuhn (1659–1721), evangelisch-lutherisch, D/SK
- Hermann Sasse (1895–1976), evangelisch-lutherisch, D/AUS
- Dorothea Sattler (* 1961), römisch-katholisch, D, Dogmatik und Ökumenische Theologie
- Johannes Saubert der Ältere (1592–1646), evangelisch-lutherisch, D
- Johannes Saubert der Jüngere (1638–1688), evangelisch-lutherisch, D
- Laurence Saunders (1519–1555), anglikanisch, GB, verbrannt
- Peter Scazzero (* 1956), baptistisch, USA
- Christian Schad (* 1958), evangelisch, D
- Francis Schaeffer (1912–1984), presbyterianisch, USA
- Joseph Schäfers (1878–1916), römisch-katholisch
- Kurt Scharf (1902–1990), evangelisch, D
- Franz Schauerte (1848–1910), römisch-katholisch, D
- Herman Schell (1850–1906), römisch-katholisch, D
- Edward Schillebeeckx (1914–2009), römisch-katholisch, B
- Thomas Schlag (* 1965), evangelisch, CH
- Johannes Karl Schlageter (* 1937), römisch-katholisch, D, Fundamentaltheologe
- Adolf Schlatter (1852–1938), evangelisch-reformiert, CH/D
- Karl Schlau (1851–1919), evangelisch, LV, erschossen
- Friedrich Daniel Ernst Schleiermacher (1768–1834), evangelisch, D
- Edmund Schlink (1903–1984), evangelisch-lutherisch, D
- Marianne Schlosser (* 1959), römisch-katholisch, A, Dogmatikerin (Theologie der Spiritualität)
- Theodor Schmalenbach (1831–1901), evangelisch
- Michael Schmaus (1897–1993), römisch-katholisch, D
- Georg Schmid (* 1940), evangelisch-reformiert, CH, Religionswissenschaftler
- Georg Otto Schmid (* 1966), evangelisch-reformiert, CH, Religionswissenschaftler
- Matthias Schneckenburger (1804–1848), evangelisch, CH
- Nikolaus Schneider (* 1947), evangelisch, D
- Severin Schneider (1931–2018), römisch-katholisch, A
- Erich Schnepel (1893–1986), evangelisch, D
- Albrecht Schönherr (1911–2009), evangelisch, D
- Klaus Scholder (1930–1985), evangelisch, D
- Johannes Henricus Scholten (1811–1885), evangelisch-reformiert, NL
- Heinrich Scholz (1884–1956), evangelisch, D
- Luise Schottroff (1934–2015), evangelisch, D
- Wolfgang Schrage (1928–2017), evangelisch, D
- Richard Schröder (* 1943), evangelisch, D
- Friedrich Schünemann-Pott (1826–1891), freireligiös, D/US
- Johann Friedrich von Schulte (1827–1914)
- Eduard Schütz (1928–2001), baptistisch, D
- Roger Schutz (1915–2005), evangelisch, F
- Carl Heinrich Wilhelm Schwarz (1812–1885), evangelisch, D
- Albert Schweitzer (1875–1965), evangelisch
- Alexander Schweizer (1808–1888), evangelisch-reformiert, CH
- Eduard Schweizer (1913–2006), evangelisch-reformiert, CH, Neutestamentler
- Cyrus I. Scofield (1843–1921), evangelikal, USA
- Reinhold Seeberg (1859–1935), evangelisch, D
- Christoph Timotheus Seidel (1703–1758), evangelisch-lutherisch, D
- Thomas A. Seidel (* 1958), evangelisch, D, Kirchenhistoriker
- Stephan Reimund Senge (* 1934), römisch-katholisch, D
- Heinrich Seuse (1295–1366), römisch-katholisch, D, Mystiker
- Ronald James Sider (1939–2022), evangelisch-mennonitisch, CAN
- Armin Sierszyn (* 1942), evangelikal-reformiert, CH, Kirchenhistoriker
- Angelus Silesius (1624–1677), D
- Menno Simons (1496–1561), evangelisch-mennonitisch, D, Reformator und Täufer
- Julius Smend (1857–1930), evangelisch, D
- Friedrich Smend (1893–1980), evangelisch, D
- Rudolf Smend (1851–1913), evangelisch, D, Alttestamentler
- Rudolf Smend (1882–1975), evangelisch, CH/D, Kirchenrechtler
- Rudolf Smend (* 1932), evangelisch, D, Alttestamentler
- Iwan Snegarow (1883–1971), orthodox, BG
- Hermann von Soden (1852–1914), evangelisch, D
- Nathan Söderblom (1866–1931), evangelisch-lutherisch, S
- Gottlieb Söhngen (1892–1971), römisch-katholisch, D
- Dorothee Sölle (1929–2003), evangelisch
- Thaddäus Soiron (1881–1957), römisch-katholisch, D
- Ernst Sommerlath (1889–1983), evangelisch-lutherisch, D
- Carl Sonnenschein (1876–1929), römisch-katholisch, D
- Theo Sorg (1929–2017), evangelisch-lutherisch, D, Landesbischof
- Peter Spangenberg (1934–2019), evangelisch-lutherisch, D
- Philipp Jacob Spener (1635–1705), lutherisch, D
- Charles Haddon Spurgeon (1834–1892), baptistisch, GB
- Helge Stadelmann (* 1952), evangelikal, D
- Christian Staffa (* 1959), evangelisch, D
- Eberhard Stammler (1915–2004), evangelisch, D
- Franz Anton Staudenmaier (1800–1856), römisch-katholisch, D
- Ethelbert Stauffer (1902–1979), evangelisch
- Fulbert Steffensky (* 1933), römisch-katholisch → evangelisch-lutherisch, D
- Ekkehard W. Stegemann (1945–2021), evangelisch, D, Neutestamentler
- Hartmut Stegemann (1933–2005), evangelisch, D
- Wolfgang Stegemann (1945–2023), evangelisch, D, Neutestamentler
- Josua Stegmann (1588–1632)
- Otto Stegmüller (1906–1970), römisch-katholisch, D
- Edith Stein (1891–1942), jüdisch → römisch-katholisch
- Peter Steinacker (1943–2015), evangelisch, D
- Theodor Steinbüchel (1888–1949), römisch-katholisch, D, Moraltheologe, Sozialethiker
- Herbert Stettberger (* 1964), römisch-katholisch, D
- Christoph Stier (1941–2021), evangelisch-lutherisch, D
- Fridolin Stier (1902–1981), römisch-katholisch, D, Alttestamentler
- Adolf Stoecker (1835–1909), evangelisch, D
- David Friedrich Strauß (1808–1874), evangelisch, D
- Georg Strecker (1929–1994), evangelisch-lutherisch, D, Neutestamentler
- Magnus Striet (* 1964), römisch-katholisch, D, Fundamentaltheologe
- Viktorin Strigel (1514–1569), evangelisch, D
- Josip Juraj Strossmayer (1815–1905), römisch-katholisch, Kroatien
- Peter Stuhlmacher (1932–2025), evangelisch, D, Neutestamentler

### T
- Johannes Tauler (1300–1361), Mystiker, D
- Hans Tausen (1494–1561), evangelisch-lutherisch, DK, Reformator
- Pierre Teilhard de Chardin (1881–1955), römisch-katholisch, F
- Tertullian (um 160–230), Kirchenvater
- Jochen Teuffel (* 1964), evangelisch-lutherisch, D
- Richard Thalmann (1915–2002), römisch-katholisch, CH
- Rudolf Thaut, baptistisch
- Gerd Theißen (* 1943), evangelisch-lutherisch, D
- Theodor von Mopsuestia (350–428/429)
- Thérèse von Lisieux, römisch-katholisch, F, Kirchenlehrerin
- Teresa von Ávila, römisch-katholisch, E, Ordensgründerin, Kirchenlehrerin
- Helmut Thielicke (1908–1986), evangelisch-lutherisch, D
- Hans Thimme (1909–2006), evangelisch, D
- Ludwig Thimme (1873–1966), evangelisch, D
- Wilhelm Thimme (1879–1966), evangelisch-lutherisch, D
- August Tholuck (1799–1877), evangelisch, D
- Thomas von Aquin (um 1225 – 1274), Kirchenlehrer
- Thomas a Kempis (1380–1471), D
- Gary L. Thomas (* 1961), evangelikal, USA
- Gottfried Thomasius (1802–1875), evangelisch-lutherisch, D, Dogmatiker
- Eduard Thurneysen (1888–1974), evangelisch-reformiert, CH
- Martin Thust (1882–1969), evangelisch-lutherisch, D, Systematischer Theologe, Bekennende Kirche
- Paul Tillich (1886–1965), evangelisch, D
- Konstantin von Tischendorf (1815–1874), evangelisch, D, Neutestamentler
- Johann August Heinrich Tittmann, evangelisch, D
- Camilo Torres-Restrepo (1929–1966), römisch-katholisch, CO
- Reuben Archer Torrey (1856–1928), evangelikal, kongregationalistisch (1856–1928)
- Wolfgang Trillhaas (1903–1995), evangelisch, D, Systematischer Theologe
- Ernst Troeltsch (1865–1923), evangelisch, D
- Nelson Wesley Trout (1920–1996), evangelisch, US
- Primož Trubar (dt. Primus Truber) (1508–1586) evangelisch, D, Reformator von Slowenien
- Valentin Tschudi (1499–1555), römisch-katholisch → evangelisch-reformiert, CH, Reformator von Glarus

### U
- Gerhard Uhlhorn (1826–1901), evangelisch-lutherisch, D
- Carl Ullmann (1796–1865), evangelisch, D
- Wolfgang Ullmann (1929–2004), lutherisch, D
- Otto Umfrid (1857–1920), lutherisch, D
- Georg Untergaßmair (* 1941), römisch-katholisch, D
- Johann August Urlsperger (1728–1806), evangelisch, D
- Zacharias Ursinus (1534–1583), evangelisch, D

### V
- Joachim Valentin (* 1996), römisch-katholisch, D, Fundamentaltheologe
- Hansjürgen Verweyen (1936–2023), römisch-katholisch, D, Fundamentaltheologe
- Dieter Vieweger (* 1958), lutherisch, D, Alttestamentler
- August Friedrich Christian Vilmar (1800–1868), D
- Eduard Vilmar (1832–1872), Professor in Greifswald
- Willem Adolf Visser ’t Hooft (1900–1985), NL, reformiert, ÖRK
- Heinrich Vogel (1902–1989), evangelisch, D
- Miroslav Volf (* 1956), anglikanisch, HR, USA
- Hermann Volk (1903–1988), römisch-katholisch, D
- Herbert Vorgrimler (1929–2014), römisch-katholisch

### W
- Marie-Theres Wacker (* 1952), römisch-katholisch, D, Altes Testament und theologische Frauenforschung
- Falk Wagner (1939–1998), evangelisch, Ö, Systematiker
- Otto Wahl (1932–2020), römisch-katholisch, D, Alttestamentler
- Jim Wallis (* 1948), evangelikal, USA
- Kallistos Ware (1934–2022), orthodox, GB
- Benjamin Breckinridge Warfield (1851–1921), evangelisch-reformiert, USA
- Rick Warren (* 1954), baptistisch, USA
- Bärbel Wartenberg-Potter (* 1943), evangelisch-lutherisch, D
- Ernst-Joachim Waschke (* 1949), evangelisch, D, Alttestamentler
- Beat Weber (* 1955), evangelisch-reformiert, D, Alttestamentler
- Friedrich Weber (1949–2015), evangelisch-lutherisch, D
- Friedrich Wetter (* 1928), römisch-katholisch, D, Dogmatik, Fundamentaltheologie
- Bernhard Weiß (1827–1918), evangelisch, D, Neutestamentler
- Johannes Weiß (1863–1914), evangelisch, D, Neutestamentler
- Julius Wellhausen (1844–1918), evangelisch, D, Alttestamentler
- Bernhard Welte (1906–1983), römisch-katholisch, D
- Markus Friedrich Wendelin (1584–1652), D
- Gustav Werner (1809–1887), D
- John Wesley (1703–1791), methodistisch, GB, Gründer der Methodisten
- Claus Westermann (1909–2000), evangelisch-lutherisch, D, Alttestamentler
- Joachim Westphal (1510/11–1574), evangelisch-lutherisch, D
- George Whitefield (1714–1770), methodistisch, GB
- Johann Hinrich Wichern (1808–1881), evangelisch, D
- Ulrich Wilckens (1928–2021), evangelisch-lutherisch, D
- Dallas Willard (1935–2013), baptistisch-quäkerisch, USA
- John Wimber (1934–1997), evangelikal-charismatisch, USA
- Gustav Adolf Wislicenus (1803–1875), freireligiös, D/CH
- Ben Witherington (* 1951), evangelikal, USA
- Joseph Wittig (1879–1949), römisch-katholisch, D
- Wilhelm Wöste (1911–1993), römisch-katholisch, D
- Augustinus Karl Wucherer-Huldenfeld (1929), römisch-katholisch, A
- Christian Gottlieb Wunderlich (1780–1843), evangelisch, D
- Johann Ludwig Würffel (1678–1719), evangelisch-lutherisch, D
- Jakob Gottlieb Wurm (1778–1847), evangelisch-lutherisch, D
- Theophil Wurm (1868–1953), evangelisch-lutherisch, D
- John Wyclif (um 1330 – 1384), römisch-katholisch, Theologe, Philosoph und Kirchenreformer, GB
- Thomas Wyttenbach (um 1472 – 1526), römisch-katholisch → evangelisch-reformiert, Reformator der Stadt Biel, CH

### Y
- Mike Yaconelli (1942–2003), evangelikal, USA
- Edwin M. Yamauchi (* 1937), evangelikal, USA, Kirchenhistoriker
- Yvonius, Vor-Reformation

### Z
- Theodor Zahn (1838–1933), evangelisch-lutherisch, D
- Heinz Zahrnt (1915–2003), evangelisch-lutherisch, D
- Erich Zenger (1939–2010), römisch-katholisch, D, Alttestamentler
- Heinrich Gottlieb Zerrenner (1750–1811), evangelisch, D
- Siegfried Zimmer (* 1947), evangelisch-lutherisch, D, Religionspädagoge
- Walther Zimmerli (1907–1983), evangelisch-reformiert, CH, Alttestamentler
- Peter Zimmerling (* 1958), evangelisch-lutherisch, D, Praktischer Theologe
- Heinrich Zimmermann (1915–1980), römisch-katholisch, D, Neutestamentler
- Daniel Zindel (* 1958), evangelisch-reformiert, CH
- Jörg Zink (1922–2016), evangelisch, D
- Nikolaus Graf von Zinzendorf (1700–1760), evangelisch, Gründer der Herrnhuter Brüdergemeine, D
- Christian Zippert (1936–2007), evangelisch-lutherisch, D
- Thomas Zippert (* 1961), evangelisch-lutherisch, D
- Louis-Ferdinand von Zobeltitz (* 1945), evangelisch, D
- Paul Zulehner (* 1939), römisch-katholisch, A, Religionssoziologe
- Huldrych Zwingli (1484–1531), römisch-katholisch → evangelisch-reformiert, CH, Reformator

## Jüdisch

### A
- Nathan Adler (1741–1800), D, Rabbiner
- Nathan Marcus Adler (1803–1890), D/E, Rabbiner
- Rabbi Akiba ben Josef (50–135), Palästina, Rabbi
- Schlomo Alkabez (1505–1576), Gr/Palästina, Rabbiner und Kabbalist
- Adolf Altmann (1879–1944), H/D, Rabbiner
- Zwi Hirsch Aschkenasi (1656–1718), Cz/UA, Rabbiner

### B
- Leo Baeck (1873–1956), D/GB, Rabbiner
- Samuel Baeck (1834–1912), Mähren/D, Rabbiner
- Schalom Ben-Chorin (1913–1999), D/Il, Religionswissenschaftler
- Israel ben Elieser (1700–1760), Pl, Rabbiner und Begründer des Chassidismus
- Levi ben Gershon (1288–1344), F, Rabbi
- Elieser ben Hyrkanos (90–130), Palästina, Rabbi
- Jochanan ben Sakkai (ca. 100), Palästina, Rabbi
- Chajim Bloch (1881–1973), Rus/Isr, Rabbiner
- Jochanan Bloch (1919–1979), D/Isr, Religionswissenschaftler
- Joseph Samuel Bloch (1850–1923), A, Rabbiner und Politiker
- Philipp Bloch (1841–1923), D, Historiker und Reformrabbiner
- Shmuley Boteach, USA, Rabbiner
- Jakob Brüll (1812–1889), Cz, Rabbiner
- Martin Buber (1878–1965), A/UA/D/Isr, Religionsphilosoph und Bibelübersetzer

### C
- Zwi Hirsch Chajes (1805–1855), UA, Rabbiner
- Aaron Chorin (1766–1844), Cz/Rus, Rabbiner
- Moses Cordovero (1522–1570), Palästina, Rabbi Mosche ben Jakov Cordovero „RaMaK“, Kabbalist

### D
- Lelio Della Torre (1805–1871), I, Rabbiner und Theologieprofessor
- Riccardo Di Segni (* 1949), I, Oberrabbiner

### E
- Jacob Emden (1697–1776), D, Rabbiner
- Jonathan Eybeschütz (1690–1764), Pl/D, Rabbiner

### F
- Jakob Jehoschua Falk (1680–1756), Pl/D, Rabbiner
- David Flusser (1917–2000), D/Il, Religionswissenschaftler
- Bärmann Fränkel (1645–1708), A/D, Rabbiner
- Mose ben Abraham Fränkel (1739–1812), D, Rabbiner
- Zacharias Frankel (1801–1875), Cz/D, Rabbiner

### G
- Gamaliel I. (9–50), Palästina, Rabbi
- Louis Ginzberg (1873–1953), Lit/USA, jüdischer Theologieprofessor
- Nahum Norbert Glatzer (1903–1990), UA/USA, Rabbiner

### H
- Jehuda ha-Nasi (um 165 – 217), Palästina, Rabbi
- Abraham Jehoschua Heschel (1748–1825), Pl/UA, chassidischer Rabbiner und Zaddik
- Abraham Joshua Heschel (1907–1972), Pl/USA, Rabbiner und Religionsphilosoph
- Susannah Heschel (* 1956), USA, Religionswissenschaftlerin
- Hillel (um 110 v. Chr. – um 9 n. Chr.), Palästina, Rabbi und Vorsteher des Sanhedrin
- Samson Raphael Hirsch (1808–1888), D, Rabbiner
- Samuel Hirsch (1815–1889), D/USA, Rabbiner und Religionsphilosoph
- Jesaja Horovitz (1565–1630), Cz/Palästina, Oberrabbiner und Kabbalist
- Pinchas David Horovitz (1876–1941), Palästina/USA, Großrabbiner und Kabbalist
- Jaakow Jizchak Horowitz (1745–1815), Pl, Rebbe
- Lazar Horowitz (1803–1868), D/A, Oberrabbiner
- Pinchas Horowitz (1730–1805), D, Rabbiner
- Samuel Horowitz (1726–1778), UA/Cz, Rabbiner und Kabbalist
- Shabbethai Horowitz (1590–1660), UA, Rabbiner
- Shabbethai Sheftel Horowitz (1565–1619), Cz, Rabbiner und Kabbalist
- Aaron Hyman (1863–1937), By, Rabbiner

### J
- Adolf Jellinek (1820–1893), Cz/A, Rabbiner

### K
- Zwi Hirsch Kalischer (1795–1874), Pl, Rabbiner
- Josef Karo (1488–1575), Palästina, Rabbi und Kabbalist
- Zwi Hirsch Koidanower (1655–1712), D, Rabbiner
- Abraham Isaak Kook (1865–1935), Rus/Palästina, Rabbiner
- Nachman Krochmal (1785–1840), UA, Religionsphilosoph
- Daniel Krochmalnik (* 1956), D, Philosoph und Religionspädagoge

### L
- Pinchas Lapide (1922–1997), A/D, Religionswissenschaftler
- Moses Löb Bloch (1815–1909), H, Rabbiner und Religionspädagoge
- Isaak Luria (1534–1572), Palästina, Rabbiner und Kabbalist

### M
- Maimonides (1135–1204), GB/Aegypten, Rabbi Mosche ben Maimon „RaMBaM“, Bibelexeget und Philosoph
- Isaak Mannheimer (1793–1865), Dk/A, Rabbiner
- Moses Mendelssohn (1729–1786), D, Bibelübersetzer und Philosoph

### N
- Rabbi Nachman (1772–1810), Rus, Rabbiner
- Nachmanides (1194–1270), E/Palästina, Rabbi Mosche ben Nachman „RaMBaN“
- Jacob Neusner (1932–2016), USA, Religionswissenschaftler

### O
- David Oppenheimer (1664–1736), D/Cz, Rabbiner

### P
- Riccardo Reuven Pacifici (1904–1943), I, Rabbiner

### R
- Salomo Juda Rapoport (1790–1867), UA/Cz, Oberrabbiner
- Raschi (1040–1105), F/D, Rabbi Schlomo ben Izchak „RaSCHi“, bedeutendster Bibelexeget
- Adele Reinhartz (* 1953), CAN, jüdische Neutestamentlerin und Literaturwissenschaftlerin
- Franz Rosenzweig (1886–1929), D, Religionsphilosoph und Bibelübersetzer

### S
- Michael Sachs (1808–1864), D, Rabbiner
- Schneur Salman (1745–1812), By/UA, Rabbiner
- Schammai (ca. 100vChr), Palästina, Rabbi
- Joseph Isaac Schneersohn (1880–1950), Rus/USA, Oberrabbiner der Lubawitscher, 6. Rebbe der Chabad-Dynastie
- Menachem Mendel Schneersohn (auch Zemach Zedek genannt, 1789–1866), 3. Rebbe der Chabad-Dynastie
- Menachem Mendel Schneerson (1902–1994), UA/USA, Rabbiner und 7. und bisher letzter Rebbe der Chabad-Dynastie
- Gershom Scholem (1897–1982), D/Il, Religionshistoriker
- Luise Schottroff (1934–2015), D, Neutestamentlerin
- Awraham Schmuel Binjamin Sofer (1815–1871), Sk, Rabbiner
- Moses Sofer (1762–1839), D/Sk, orthodoxer Rabbiner
- Joseph Chaim Sonnenfeld (1848–1932), H/Isr, Rabbiner
- Adin Steinsaltz (1937–2020), Il, Rabbiner

### T
- Elio Toaff (1915–2015), I, Grossrabiner

### V
- Geza Vermes (1924–2013), H/GB, ehemaliger römisch-katholischer Priester und Theologieprofessor
- Dow Bär von Mesritsch (1710–1772), UA, Rabbiner

### W
- Samson Wertheimer (1658–1724), D/A, Rabbiner

## Islamisch
- Abu al-Hasan al-Māwardī
- Abu Hamid Muhammad ibn Muhammad Al-Ghazali
- Ali-Akbar Haschemi Rafsandschani
- Averroes
- Avicenna
- Frank Bubenheim
- Rauf Ceylan
- Ibn Yasin
- Ibn Taimiya
- Mouhanad Khorchide
- Rabeya Müller
- Nuur ud-Din (Ahmadiyya)
- Bülent Ucar
- Omar Hamdan
- Hamideh Mohagheghi
- Muna Tatari
- Ahmad Milad Karimi

## Bahai
- Mirza Abu’l-Fadl
- William S. Hatcher
- Nader Saiedi
- Udo Schaefer